# Людвіг Гумплович
Людвік Гумплович (пол. Ludwik Gumplowicz; нар. 9 березня 1838, Краків, — пом. 19 серпня 1909, Грац) — австрійський і польський соціолог, економіст і юрист, визначний представник соціал-дарвінівської теорії суспільства і держави. Основні праці Гумпловича: «Раса і держава», «Дослідження закону формування держави», «Загальне державне право», «Боротьба рас».

## Біографія
Дитинство і юність пройшли у Кракові. Батько Людвіга — Авраам, був прихильником і одним з тих, хто брав активну участь у розробці програми асиміляції євреїв. У 1862 році його будинок став одним із центрів повстанської змовницької діяльності. Двоє з його старших синів брали активну участь у боротьбі з повстанцями. Сем Авраам був розпорядником національного уряду, і з іншими прогресивними євреями займався організацією найму, збором коштів, пропагандою та санітарною службою. Громадська діяльність батька лягає важким тягарем на інтереси молодого Людвіга.
У 1857 році він поступив на юридичний факультет Яґеллонського університету. Четвертий рік навчання провів у Відні. У 1864 році здобув перший науковий ступінь доктора за роботу, яка характеризувалася як антикатолицька, що була опублікована в 1867 році під назвою «Польське законодавство стосовно юдеїв». У 1868 році спробував пройти габілітацію (захист дисертації), після чого здобувається титул габілітованого доктора (doctor habilitatus, Dr. Habil.), котрий давав право обіймати  посаду професора  в університеті. Але було постановлено, що кандидат «не гарантував об'єктивність дослідження». Протягом наступних років Людвиг працював нотаріусом і редактором своєї власної краківської газети «Країна».
У 1874 році він переїхав у Грац (Австрія), де у 1876 році став доцентом, в 1892 році професором кафедри державного права в Грацькому університеті імені Карла і Франца. Тут він читає лекції і активно пише на німецькій мові свої основні праці. У Польщу  більше не повернувся. Людвіг присвятив всю свою енергію для вивчення соціології, ставши одним із творців нової галузі науки. Він був першим польським соціологом, і саме він почав вивчати проблеми етнічних меншин. Завдяки його теорії боротьби і гонки дуже часто Гумпловича помилково звинувачували в расизмі. У той же час він брав багато лекцій з адміністративного права, проведених на основі нового підходу. Наукові досягнення, що знайшли відображення у багатьох його творах перекладеними кількома мовами, не принесли Гумпловичу повного задоволення. У Граці, під кінець його життя, він почувався вигнанцем. Ось що  писав у листі Ромуальду: «Немає нічого більш бажаного, як повернутися в рідну країну і присвятити себе роботі, яку ще в юності полюбив». Той факт, що майже вся наукова діяльність Гумпловича припала на перебування в Граці, став причиною помилкового твердження, що він був австрійським ученим. Дане припущення заперечує навіть його вищенаведений лист. Гумпловичу в чужій країні було не просто, він був все ще уразливий до критичних атак колег, юристів, вихованих на класичних теоріях держави і права.
У 1892 році здобув звання професора. У 1895 році був обраний віце-президентом Міжнародного інституту соціології в Парижі. У 1908 році був відправлений у відставку з титулом почесного професора. До Польщі так і не повернувся.
У 71-річному віці, 1909 року, Гумплович помер задля своєї коханої дружини, яку обожнював, щоб позбавити її від споглядання його страшної агонії. Вона померла разом із ним. Героїчна пара досягла берегів цілковитої тиші та спокою тільки після п'ятнадцяти років глибокої печалі з приводу смерті їхнього сина, доктора Максиміліана-Ернеста Гумпловича, який відійшов від життя добровільно (I894).
Роботи Гумпловича були написані в основному німецькою мовою і частково польською, і були перекладені французькою, італійською, японською, російською й іспанською мовами. Гумплович мав і своїх учнів, найпомітнішими з яких були: Густав Ратценхофер і Мануель Гонсалес Прада

### Родина
Дружина — Франциска, до шлюбу Гольдман. Подружжя мало двох синів:
- Владислав Гумплович, активіст різних соціалістичних партій, професор університету;
- Максиміліан-Ернест Гумплович, історик, перший викладач іноземної мови у Віденському університеті.

### Соціологія
Соціологія для Гумпловича — наука, яка має бути присвячена виключно для розслідування відносин, спільних для соціальних груп і класів. Предмет соціології становить система рухів соціальних груп, які підкоряються настільки ж вічним, незмінним законам, як сонце і планети. Предметом соціології є закономірності розвитку людства, його класів, соціальних груп, соціальних відносин, що виникають із взаємодії людських груп і спільнот. Спершу на цій основі він присвятив себе спостереженню і дослідженню соціального розвитку з високою моральною неупередженістю дослідника. Гумплович наполягав, що соціологія як наука повинна бути вільна від ярма суб'єктивної концепції політичної та моральні науки. Чи вірив він у реалізацію цього ідеалу? Ні, але він любив її з усією силою своєї благородної душі, і це, мабуть, характеризує його краще, ніж все інше. Відшукати у всіх цих таких різних процесах соціального розвитку соціальні закони, які існують у них і керують ними — велике і аж ніяк не легке завдання соціології. Гумплович як соціолог першим не тільки сформулював її загальні та специфічні закони, але й створив їх класифікацію. Виходячи з тієї методологічної посилки, що субстратом соціологічного закону є соціальна група, людський рід, і рисами соціологічного закону, як і природних явищ, є одноманітність, повторюваність, він характеризує такі специфічні закони: правильність розвитку, періодичність, складність, взаємодію різноманітного, загальну доцільність, тотожність сил, тотожність процесів, паралелізм. Гумплович  був представником соціологізму, підкреслив специфіку соціальних наук і законів, що керують суспільством. На відміну від Г. Спенсера, стверджував, що неможливо витягнути соціальні права інших дисциплін (наприклад, заснованих на фізіологічних законах). Вважав, що завдання соціології полягає у виявленні природних законів суспільного життя. Методологія повинна бути індукційною і перехідною від конкретних фактів до узагальнень (звідси його соціологія заснована на переході від факту до складних соціальних процесів в суспільстві). Він стверджував, що соціологічні дослідження повинні відкинути абстракцію та науково визнати тільки те, що є реально.
Існує фундаментальна відмінність між філософією історії та соціології. Перші спроби охоплюють вчення людської історії загалом, наступні концентрується на даному періоді, розглядаючи соціальні явища, що відбуваються. Соціологія не розглядає окремих осіб. Завдання соціології є вивчення соціальних прав, або природних законів, що діють у суспільстві. Суттю соціальних прав є їх повторюваність незалежно від часу і місця. Суттю процесу є взаємодія соціальних груп на основі соціального впливу. Соціальні наслідки — вплив однієї групи на іншу і запобігання або переміщення зв'язку між цими двома групами.
Предметом дослідження в соціології є соціальні елементи (порода, група). Одиниці повинні діяти тільки як члени конкретних груп — це пов'язано з так званим соціальним егоїзмом, що є свідомим і підсвідомим блоком дій по всій групі. Щоб відбулося таке явище, пристрій повинен бути ідентифікований з групою (як каже Гумплович, пристрій повинен дорожити групі). Принцип застосовується тут як те, що чим сильніший емоційний зв'язок людини з групою, тим більше людина буде почувати ворожість і ксенофобію щодо інших груп і належних до них осіб.
Гумплович основними помилками в соціології вважає :
- непоміченість існування у соціальному світі.
- визнання того, що немає рушійної сили суспільства.

Явища, що відбуваються справді розділив на:
- фізичні явища (хімічні, фізичні і т. д.)
- психологічні явища (духовна, посилаючись лише на особи)
- соціальні явища (для групи людей) це відносини між людьми і групами людей, які виникають в результаті взаємодії груп і людських спільнот.

Гумплович також відзначив існування соціальних і духовних явищ — тобто, ті, які виникають під впливом елементів соціальних і соціальних спільнот, зокрема сфер:
- мова
- звичаї,
- мораль,
- релігія,
- закон,
- навички
- мистецтво.

Він виділив чотири типи природних процесів:
- Планетарні (пам'ятки, в тому числі взаємодії між небесними тілами),
- хімічні (природні неорганічні)
- Промислові (природні органічні)
- Анімічні (впливає на живі організми — тварини, люди).

Суспільство розвивається, за Гумпловичем, суворо закономірно, під дією соціальних законів. Його рушійною силою є прагнення соціальних груп до самозбереження та постійного підвищення свого достатку. Це прагнення у свою чергу  призводить до прагнення панувати над іншими соціальними групами та їх поневолення — яке, при зіткненні з подібними ж прагненнями інших груп, призводить до боротьби за владу над іншими соціальними групами. Вся історія людського розвитку — суцільна боротьба між соціальними групами.

## Політична соціологія Людвіга Гумпловича
Гумплович визначає державу як організацію панування меншини над більшістю. На його думку завжди перемагає меншина, доповнюючи свою недостатню чисельність перевагою дисципліни і розуму. А виникнення держави є результатом боротьби рас, племен, орд, де з переможців формується панівний клас, а з переможених підпорядкований клас. Він ділить усі соціальні групи й усі верстви за політичним принципом «панування» на підлеглих і панівних.
За Гумпловичем соціальний розвиток — це зміна форм конфліктних відносин між його соціальними елементами. Розвиток це втрата вищих класів на користь нижчих, але це ніколи не призводить до встановлення рівності між ними. Він відкидає соціалістичну перспективу для розвитку держави і вважає, що у людини є тільки вибір між підпорядкуванням і анархією. Заперечує ідентичність національно-релігійного з державним, вважаючи що границі держави повинні бути встановлені відповідно до вимог торгівлі і «стратегічних планів». Пропонує доповнити загальне виборче право представництвом меншин у владі (подібне було реалізовано в Центральній Раді УНР, практика виявилася явно провальною, мабуть тому більше ніхто цього вже не практикував).[джерело?]

## Теорія конфлікту
Пізніше Гумплович зацікавився соціологією конфлікту, виходячи з ідеї конкуренції груп і міжгрупових «расових конфліктів» — передбачаються «гонки» в певному сенсі. Він бачив державу як інститут, який служив різним елітам в різний час. В аналізі, віддавав перевагу макросоціології, пророкуючи, що якщо меншини стали б соціально інтегрованішими, вони б вирвалися на війні. У своїй праці Der Rassenkampf (Боротьба рас) він передбачав світову війну. За своє життя вважався «соціальним дарвіністом». Поняття «раса» визначав соціальними ознаками, а не біологічними. Тому по суті мова йшла про боротьбу класів. Гумплович є автором теорії «етноцентризму», яка також обґрунтовується ним насамперед у книзі «Расова боротьба». Він стверджував, що існує різний характер відносин всередині групи та між групами. Спираючись на виведений ним «загальний вищий закон» — закон самозбереження, доводив, що якщо для відносин всередині групи характерні згуртованість, солідарність, висока повага до вироблених усередині групи моральних і естетичних цінностей, то для відносин між групами, навпаки, характерні ворожість, недовіра, взаємне презирство і т. ін. В даний час термін «етноцентризм» застосовується в соціології та соціальній психології. Гумплович — автор оригінальної концепції походження і сутності держави. Об'єктивні закономірні дії соціальних груп ведуть до створення держави. Перша дія тут полягає в поневоленні одної орди іншою, одного племені іншим, однієї соціальної групи іншою, в організації панування над поневоленими, для чого створюються відповідні установи. Кожна держава є сукупністю установ, що мають на меті панування одних над іншими, і саме меншості над більшістю. Тому держава є організацією панування меншості над більшістю. Таким же шляхом відбувалося й утворення націй. На його думку нації утворилися не шляхом власного росту племені, народності, а шляхом поневолення багатьох племен могутнішими, іноді об'єднаними племенами. Тому в державній формі об'єднання людей, як правило, є кілька народностей, націй. Внісши гідний внесок у розвиток соціології, прагнув підняти соціологію над усіма гуманітарними науками. Він вважав, що вона є основою всіх соціальних наук: « … як наука про людське суспільство і про соціальні закони соціологія являє собою, очевидно, фундамент всіх наук, що займаються окремими частинами людського суспільства, окремими напрямками людської діяльності, нарешті, окремими проявами суспільного життя».
Результатом розвитку політичної системи є культура. У Гумпловича, культура є специфічним поняттям, навіть ідентичним національності. На його думку, громадянство — право на певну культуру серед населення в цілому, яке протягом тривалого часу живе у тих же умовах, пройшло спільний розвиток держави і формує загальний менталітет. Культура базується на поділі праці, яка надана нею. Сама культура обумовлена економічною експлуатацію. І це є чинником, який поєднує в собі культуру і розподіл праці, оскільки розподіл праці в країні дозволяє задовольняти потреби вищої освіти. Держава реалізує цілі :
- розвиток цивілізації,
- мораль,
- правовий порядок,
- розвиток культури.

Роботи художників соціальної теорії можуть бути проаналізовані в повній ізоляції від знання їх особистих станів і взаємодій в сучасному світі. Людвіг Гумплович є одним з тих художників, чиї роботи можна оцінити і зрозуміти тільки на тлі його життя, що мало сильний відбиток на його наукових теоріях. Конфлікт для нього є не історичне явище, а природне.
Гумплович не вірив у цілі. Він бачив ціну революції, але також знав, що революції неминучі.

## Праці
Німецькою мовою:
- 1875 Раса і держава (Race und Staat);
- 1877 Загальне державне право (Das allgemeine Staatsrecht);
- 1881 Правова держава і соціалізм (Rechtstaat und Socialismus)
- 1883 Боротьба рас (Der Rassenkampf);
- 1885 Основи соціології (Grundriss der Sociologie);
- 1887 Система соціології (System sociologii)
- 1891 Австрійське державне право (Das österreichische Staatsrecht);
- 1895 Соціологія і політика (Soziologie und Politik);
- 1902 Основи соціальної філософії (Die soziologische Staatsidee);
- 1905 Історія державознавства (Geschichte der Staatstheorien).

Польською мовою:
- 1887 Система соціології (System socyologii).

Переклади на російську:
- 1895 Социология и политика;
- 1898 Ибн Хальдун, арабский социолог XIV веке (Научное обозрение, 1898, № 2);
- 1899 Индивидум, група, среда (Жизнь, 1899, Т.8);
- 1899 Социологические очерки;
- 1899 Основы социологии;
- 1899 Очерк по истории социологии;
- 1906 Национализм и интернационализм в XIX веке;
- 1910 Общее учение о государстве.

Після 1910 року твори Гумпловича в Росії і тим більше в СРСР не перевидавалися і нових перекладів не робилося.